# Silvestre IV (antipapa)
Silvestre IV (Roma, ¿1050?- ¿?). Su nombre de nacimiento fue Maginulfo. Fue elevado a antipapa por los aristócratas romanos en noviembre de 1105 en reemplazo de Alberto (antipapa), en oposición al papa legítimo Pascual II. Renunció en 1111 una vez que Pascual II le otorgó al Emperador Enrique V el privilegio de las investiduras.
Miembros de la aristocracia romana, con el apoyo del Emperador Enrique V (1105-1125), establecieron otro antipapa para reemplazar al papa Pascual II (1099-1118), eligiendo a Maginulfo, el arcipreste de San Angelo en Peschiera, mientras Pascual II estaba fuera de Roma.
Después de su elección Maginulfo tomó el nombre papal de Silvestre IV y fue consagrado en la Iglesia de Santa María Rotonda (el Panteón) y entronizado en el Laterano el 18 de noviembre de 1105. Cuando Pascual II regresó a Roma al día siguiente, Silvestre IV partió hacia Tívoli y finalmente se estableció en Osimo, provincia de Ancona, bajo la protección del conde Guarniero di Ancona. El 11 de abril de 1111, Pascual II y el rey Enrique V llegaron a un acuerdo sobre la investidura de los obispos católicos. Entonces el rey, que se había servido de Silvestre IV para ejercer presión sobre Pascual II, hizo que el antipapa abandonara su pretensión al cargo de papa y se sometiera a Pascual II, permitiéndole vivir el resto de su vida en Ancona con el conde Guarniero, su patrón.